# Dornier Do R
Дорнье Do R «Суперваль» (нем. Dornier Do R Superwal) — немецкая летающая лодка, предназначенная для перевозки пассажиров. Всего выпущено в 1920—1930-х гг. 19 единиц двух основных модификаций.

## Разработка
Do R был переработанным вариантом Do J с увеличенным и поднятым крылом и удлиненным фюзеляжем. Все экземпляры, кроме первых трех, имели по 4 двигателя вместо 2 у Do J. Do R мог перевозить до 19 пассажиров в двух салонах — 11 в переднем и 8 в хвостовом.

## Dornier R 2 Superwal
Первый R 2 Superwal D-1115 совершил испытательный полёт 30 сентября 1926 года. На нём было установлено два двигателя 650-HP-Rolls-Royce Condor-III в тандемной компоновке вдоль фюзеляжа. Далее Superwal был передан в организацию Severa и далее в DVS, которая, фактически, занималась обучением военных лётчиков под видом гражданской школы в обход ограничений, наложенных в то время на Веймарскую республику. В 1927 году было построено еще два R 2 Superwale для Severa. D-1255 также ограниченно использовался Lufthansa под именами Narwal и D-1385 с двигателями 800-HP-Packard вплоть до ноября 1936 года.

## Dornier R 4 Superwal
Между 20 января и 5 февраля главный пилот Dornier Ричард Вагнер установил 12 мировых рекордов для гидросамолётов на новом R 4 Gas Superwal. Этот самолёт, а также 11 других с двигателями Гном-Рон Jupiter (R4 Gas) или 525-HP-Siemens-Bristol-Jupiter (R4 Sas) поступили в 1928/29 гг. перевозчиками Società Anonima Navigazione Aerea (SANA) и Lufthansa.
Параллельно с обслуживанием рейсов Lufthansa, шесть Superwal в начале 1930-х годов также обслуживали линию итальянской SANA между западным побережьем Италии и Испанией. Три борта было потеряно. Superwal I-RUDO поступил в распоряжение Министерства авиации Италии в 1934 и стал последним Superwal, использовавшимся в этой стране. На нём были установлены двигатели Isotta-Fraschini Asso 500. Также одна машина была собрана в Италии компанией CASA.

## Модификации

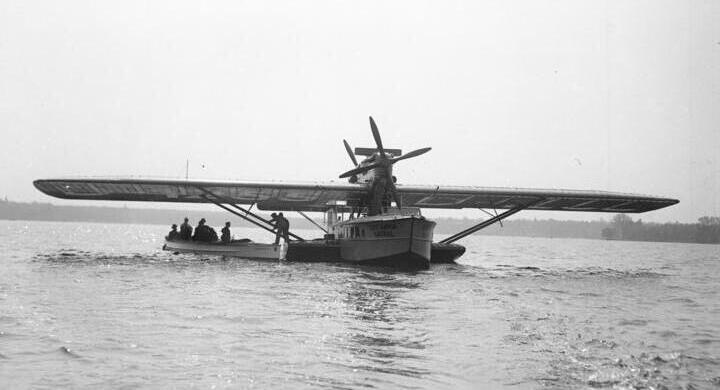
Версия с 2 двигателями

- R2 — ранняя версия с двумя двигателями Rolls-Royce Condor III (построено 3 экземпляра);
- R4 — основная версия с четырьмя двигателя в двух тандемных блоках:
  - R4 Gas — с радиальными Гном-Рон Jupiter (2 экземпляра);
  - R4 Nas — с продольными Napier Lion (2 экземпляра);
  - R4 Sas — с радиальными Siemens Bristol Jupiter (10 экземпляров);
  - R4 Cas — с радиальными Pratt & Whitney Hornet (2 экземпляра).

## Операторы
Италия
- SANA

 Веймарская республика
- Lufthansa

## Технические характеристики (R4 Sas)

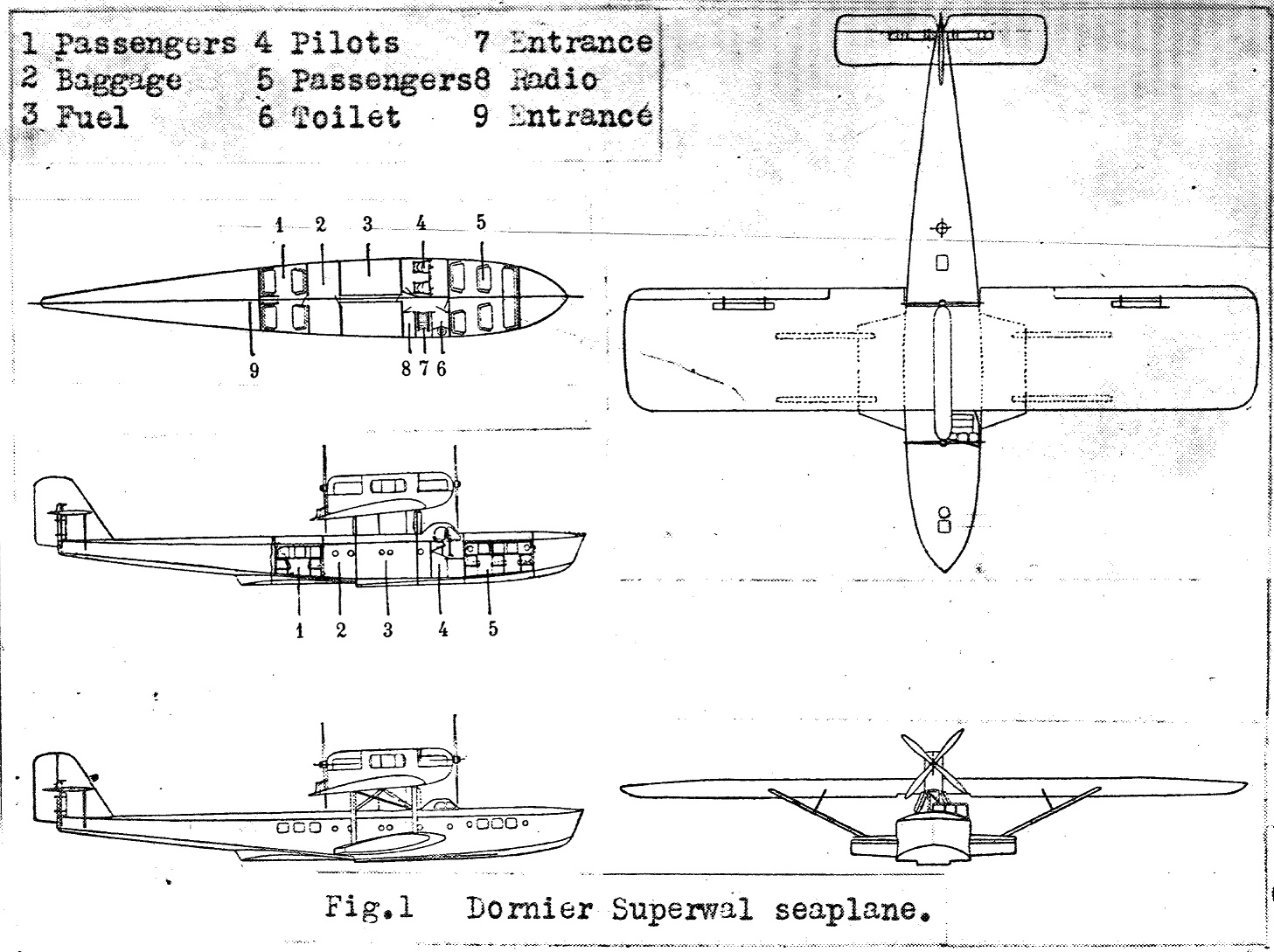
Dornier Superwal

Основные характеристики
- Экипаж: 4
- Пассажиры: 19
- Длина: 24.60 м (80 фт 9 дм)
- Размах крыла: 28.60 м (93 фт 10 дм)
- Высота: 6.00 м (19 фт 8 дм)
- Площадь крыла: 137.0 м² (1,474 кв. фт)
- Масса пустого: 9,850 кг (21,720 lb)
- Взлётная масса: 14,000 кг (30,900 lb)
- Двигатель: 4 × Siemens Bristol Jupiter VI, 360 кВт (480 лс) each

Лётные характеристики
- Максимальная скорость: 210 км/ч (130 миль/ч)
- Дальность полёта: 1,500 км (930 миль)
- Практический потолок: 1,500 м (4,900 фт)